# Lancelot Daryl Hickes
Lancelot Daryl Hickes, britanski general, * 1884, † 1965.